# Jacques de Claeuw
Jacques Adolphsz. de Claeuw o Jacques de Grief (Dordrecht, 1623-Leiden, 7 de noviembre de 1694) fue un pintor neerlandés. 

## Biografía
Fue yerno de Jan van Goyen y cuñado de Jan Steen. Está documentado en Dordrecht en 1642, en La Haya en 1646 —donde fue miembro de la Confreria Pictura— y en Leiden de 1651 a 1665. Realizó bodegones y vanitas coloristas en los que solía disponer objetos preciosos y extraños, descritos de forma minuciosa, con una cierta influencia de David Bailly. Entre sus obras destacan: Naturaleza muerta con frutas (Museo Frans Hals, Haarlem), Vanitas con calavera, bola de cristal y bandera (1642, Colección de Arte de la Agencia de Patrimonio Cultural de los Países Bajos, Rijswijk), Vanitas (1650, Rijksmuseum, Ámsterdam) y Vanitas (1677, Cummer Museum of Art and Gardens, Jacksonville).
Fue padre del también pintor Adriaen de Grijef.

## Galería

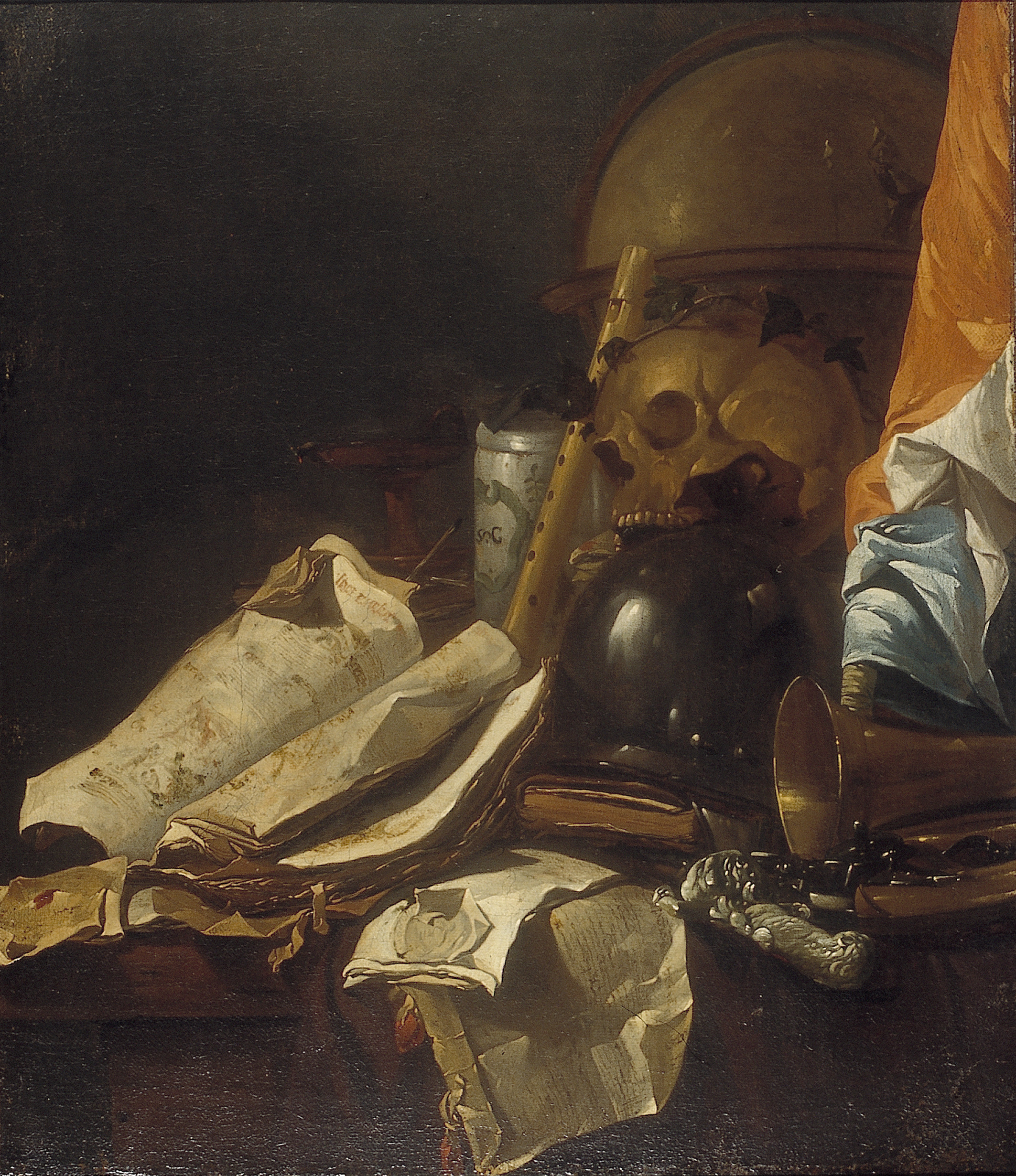
Vanitas con calavera, bola de cristal y bandera (1642), Colección de Arte de la Agencia de Patrimonio Cultural de los Países Bajos, Rijswijk
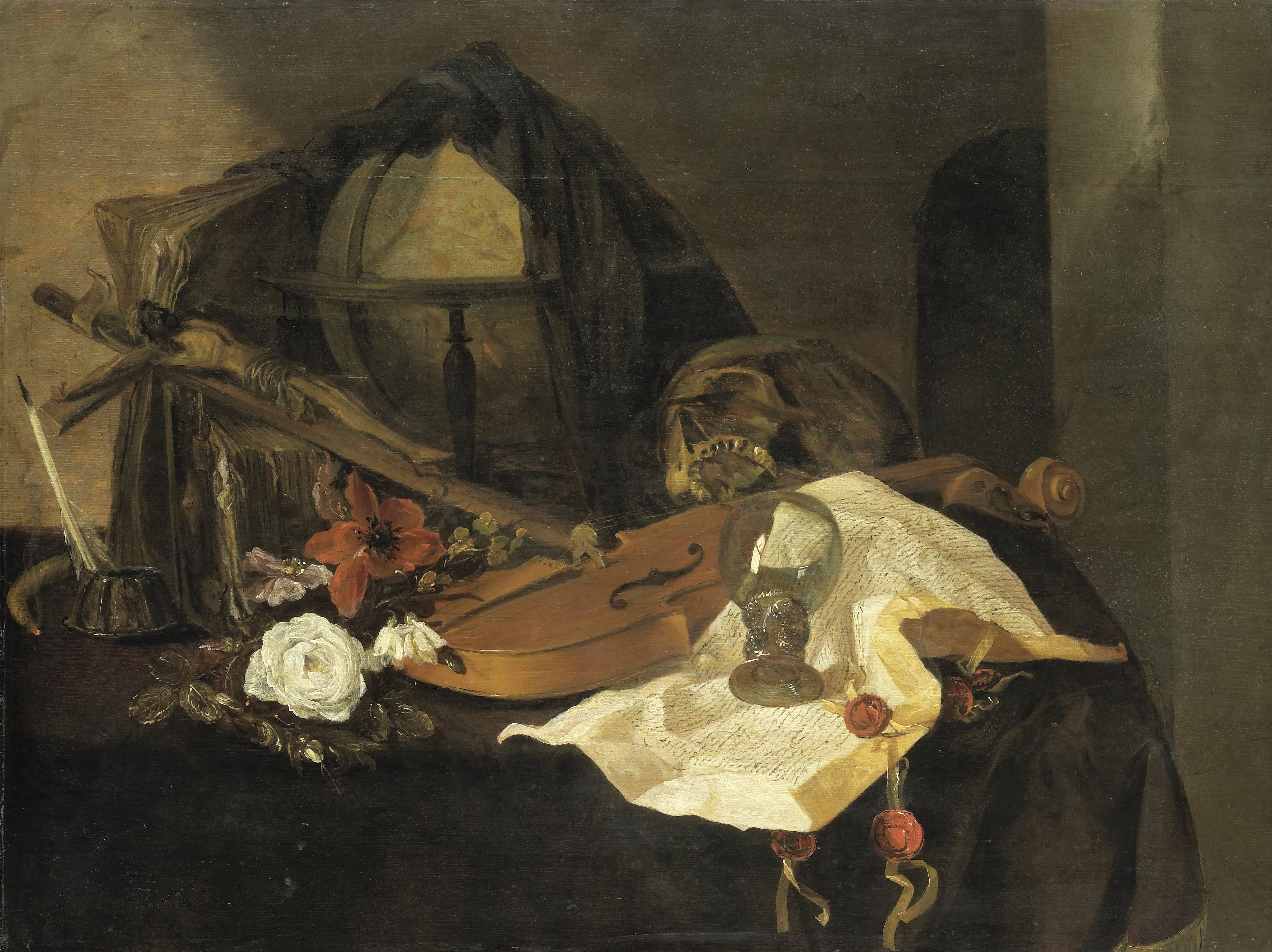
Vanitas (1650), Rijksmuseum, Ámsterdam
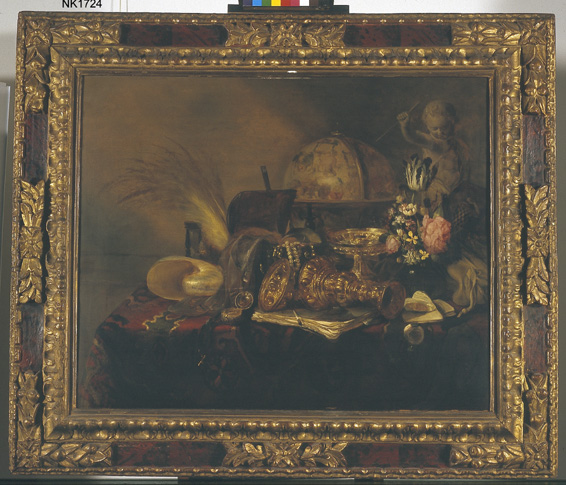
Bodegón con estatuilla de Cupido, jarrón con flores y globo celeste (1650), Museo Municipal de Delft
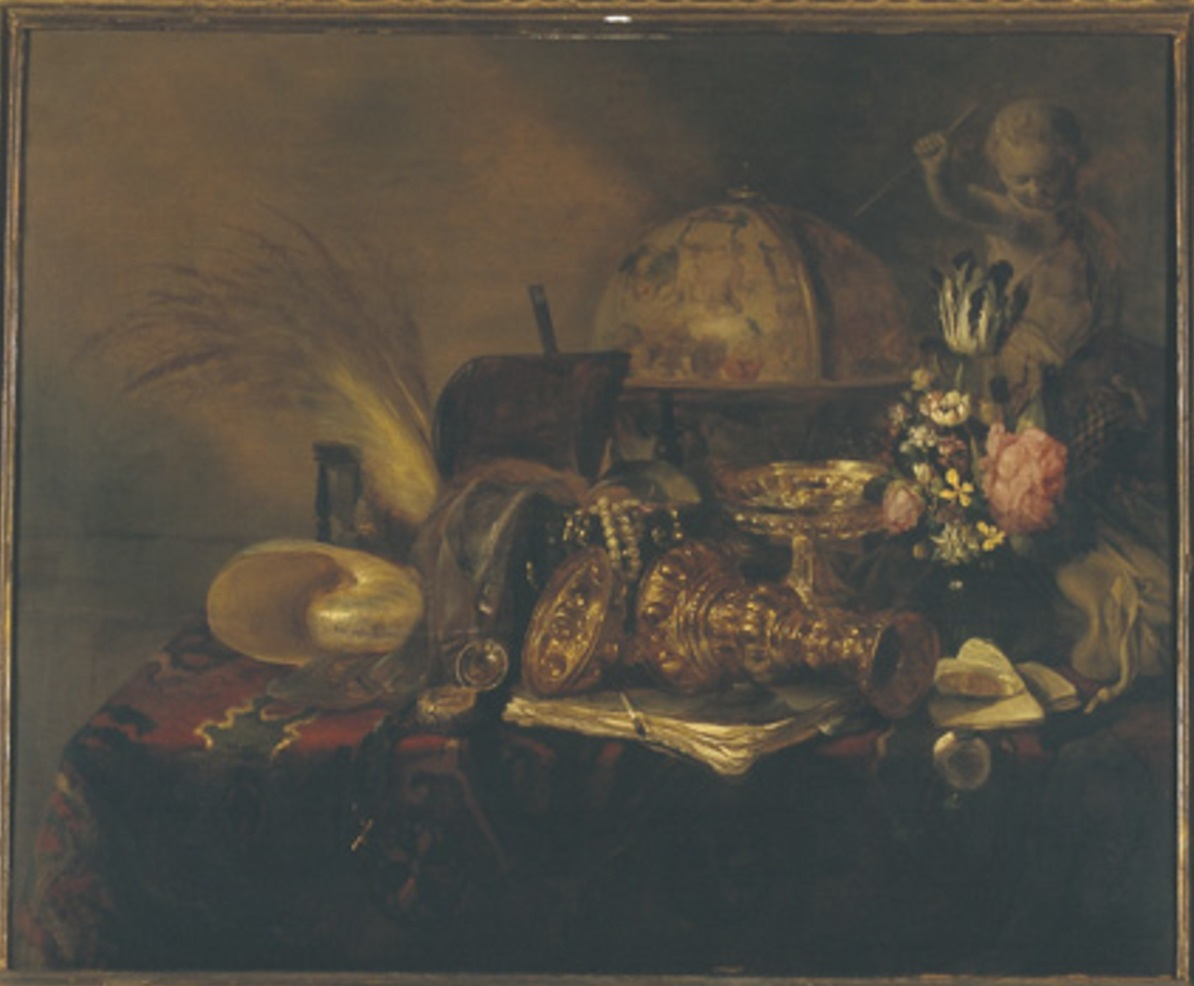
Bodegón con copas de plata dorada, concha de nautilus, libros, globo y estatua de Cupido (1650), Colección de Arte de la Agencia de Patrimonio Cultural de los Países Bajos, Rijswijk
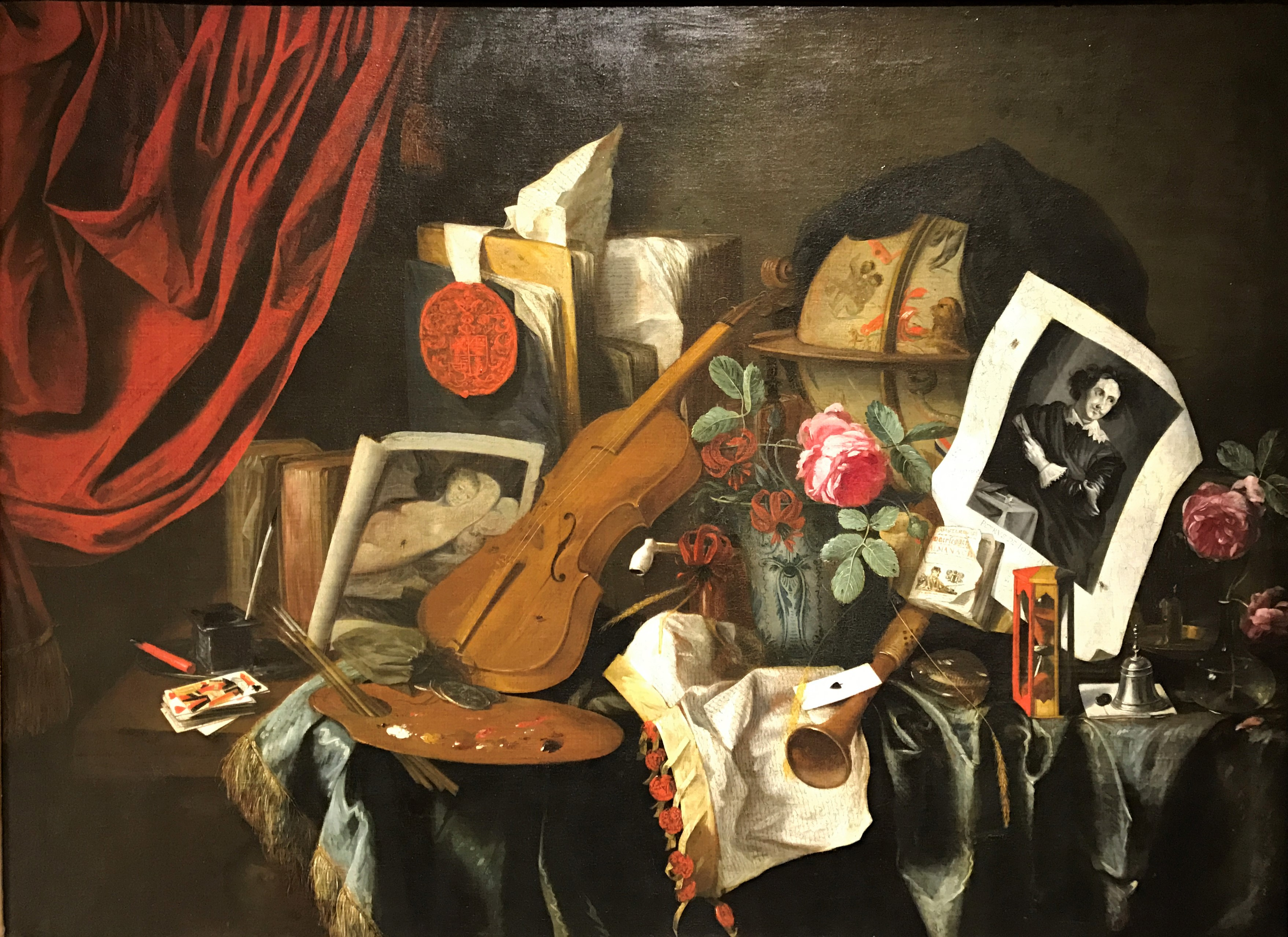
Vanitas (1677), Cummer Museum of Art and Gardens, Jacksonville (Florida)
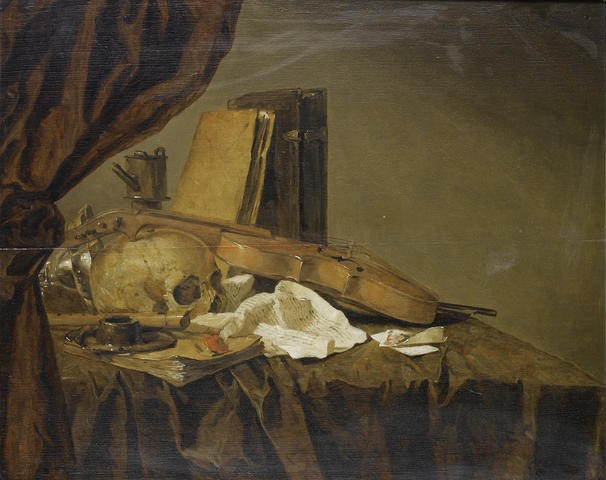
Vanitas, colección privada